# Mohammad Dżawad Zarif
Mohammad Dżawad Zarif (pers. محمدجواد ظریف; ur. 7 stycznia 1960 w Teheranie) – perski polityk i dyplomata. W latach 2002–2007 ambasador Iranu przy Organizacji Narodów Zjednoczonych. Od 15 sierpnia 2013 do 2021 r. minister spraw zagranicznych Islamskiej Republiki Iranu, następnie wiceprezydent Iranu.
W 2014 oraz 2015 umieszczony na liście 100 najbardziej wpływowych osób na świecie według tygodnika „Time”.

## Życiorys
Urodził się w Teheranie 7 stycznia 1960, chociaż niektóre źródła podają jako rok jego urodzenia 1959 lub 1961. Według informacji podawanych przez amerykański „The New Republic” urodził się jako czwarte dziecko w „zamożnej, religijnej i politycznie konserwatywnej rodzinie kupieckiej w Teheranie”. Jego ojciec był jednym z najbardziej znanych biznesmenów Isfahanu, a jego matka Efat Kashani (zm. 2013), była córką jednego z najbardziej znanych biznesmenów w Teheranie.

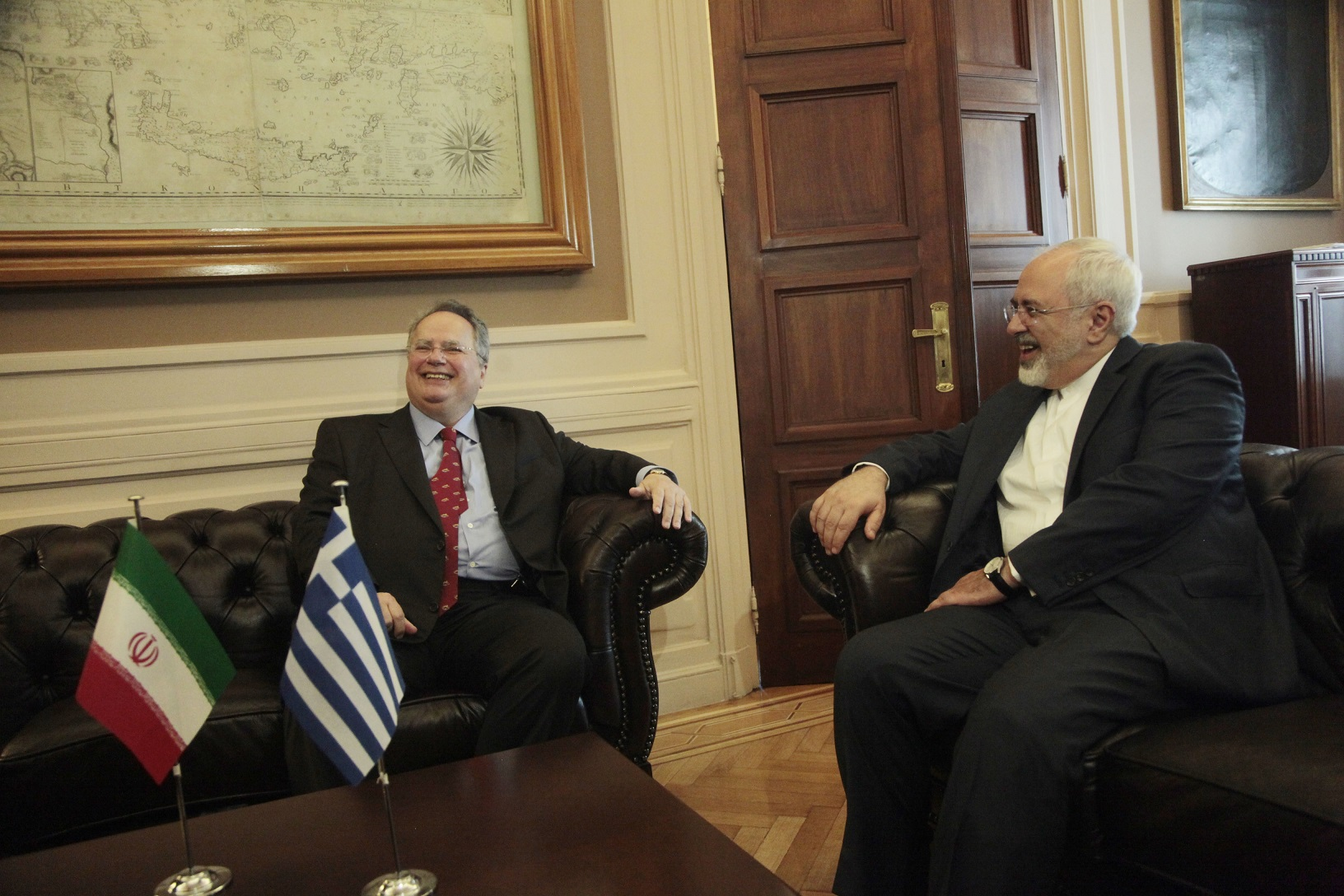
Mohammad Dżawad Zarif podczas spotkania z ministrem spraw zagranicznych Grecji Nikosem Kodzias w 2015

Uczył się w prywatnej szkole religijnej. W 1977 wyjechał do Stanów Zjednoczonych, gdzie studiował stosunki międzynarodowe na San Francisco State University. Uzyskał tam bakalaureat oraz tytuł Master of Arts. Później kontynuował naukę w Josef Korbel School of International Studies oraz na University of Denver. Uzyskał tam stopień doktora na podstawie pracy pt. „Samoobrona w międzynarodowym prawie i polityce”.
W maju 1982 został mianowany członkiem irańskiej delegacji przy Organizacji Narodów Zjednoczonych, głównie ze względu na swoje umiejętności mówienia w języku angielskim i znajomość amerykańskich realiów.
W 1992 został wiceministrem spraw zagranicznych Iranu. Politycznie był związany z prezydentem Ali Akbarem Haszemim Rafsandżanim. Po ataku terrorystycznym na World Trade Center i Pentagon był wśród dyplomatów irańskich domagających się większego zaangażowania kraju we współpracy z Zachodem, spotykał się z dyplomatami amerykańskimi, by dyskutować o przyszłości Afganistanu. W latach 2002–2007 był ambasadorem Iranu przy ONZ. Brał udział w tajnych rozmowach amerykańsko-irańskich, w czasie których poruszana była kwestia obalenia rządu Saddama Husajna.
Odegrał znaczącą rolę na konferencji w Bonn, w czasie której omawiana była kwestia sformowania nowego rządu Afganistanu po obaleniu rządów talibów wskutek interwencji NATO w Afganistanie. W 2003 brał udział w opracowywaniu planu uregulowania stosunków irańsko-amerykańskich.

### Minister spraw zagranicznych Islamskiej Republiki Iranu
4 sierpnia 2013 prezydent Iranu Hasan Rouhani przedstawił jego kandydaturę do objęcia stanowiska ministra spraw zagranicznych. Jego nominacja na ministra spraw zagranicznych została odczytana jako wyraz dążeń irańskiego prezydenta Hasana Rouhaniego do uporządkowania relacji irańsko-amerykańskich, pozostających w impasie od czasu rewolucji islamskiej 1979. Równocześnie najbardziej konserwatywni politycy irańscy krytykują go za zbyt prozachodnią postawę, czy wręcz przejmowanie zachodnich poglądów i chęć uzyskania stałego pobytu w Stanach Zjednoczonych.

15 sierpnia 2013 parlament Iranu zgodził się na objęcie przez niego teki ministra spraw zagranicznych. 25 lutego 2019 złożył dymisję na ręce prezydenta Hasana Rouhaniego. Prezydent odrzucił rezygnację, a Zarif rozpoczął kontynuowanie pełnienia funkcji ministra.

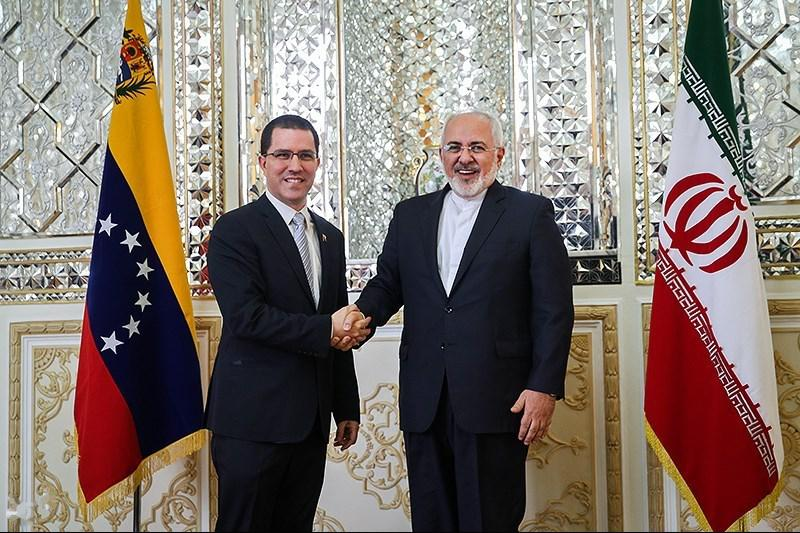
Mohammad Dżawad Zarif i minister spraw zagranicznych Wenezueli Jorge Arreaza w 2018

Potępił udział Amerykanów w interwencji pod kierunkiem Arabii Saudyjskiej w Jemenie, mówiąc, że Stany Zjednoczone powinny zostać pociągnięte do „odpowiedzialności za zbrodnie przeciwko ludzkości”.
11 lutego 2019 spotkał się w Bejrucie z przywódcą Hezbollahu Hasanem Nasrem Allahem, który podziękował za wsparcie Iranu dla walki Hezbollahu z „agresją syjonistyczną”. Jako irański minister spraw zagranicznych potępił ofensywę wojsk tureckich na Rożawę w październiku 2019, uznając ją za naruszenie suwerenności Syrii.
Porozumienie pokojowe zawarte pomiędzy Izraelem i Zjednoczonymi Emiratami Arabskimi określił mianem „zdrady wobec krajów arabskich i niearabskich na Bliskim Wschodzie”.
Mohammad Dżawad Zarif pozostawał ministrem spraw zagranicznych Iranu do sierpnia 2021 r., gdy rozpoczął urzędowanie nowy rząd kierowany przez nowego prezydenta Iranu Ebrahima Raisiego. Następnie do 2025 był wiceprezydentem Iranu https://wiadomosci.wp.pl/rezygnacja-wiceprezydenta-iranu-mohammada-dzawada-zarifa-7131190711618496a.

### Sankcje
W lipcu 2019 Stany Zjednoczone nałożyły na niego sankcje. Unia Europejska nie poparła tej decyzji i wezwała do kontynuowania dialogu z Iranem.

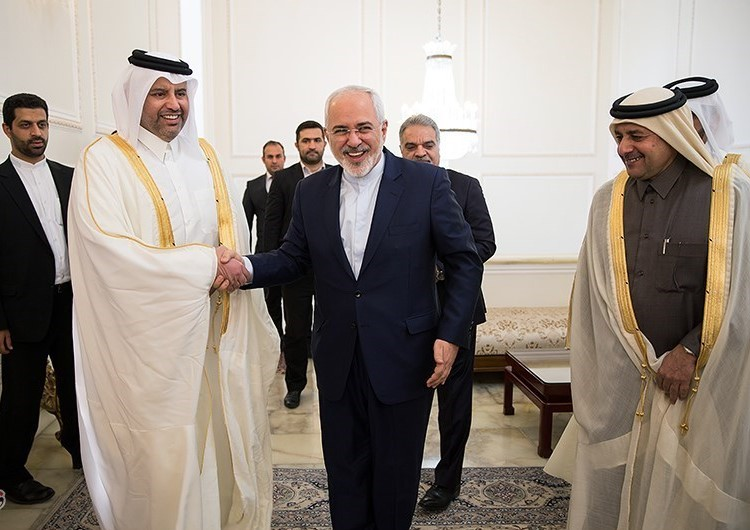
Mohammed Dżawad Zarif witający się z Ahmedem bin Jassimem Al Thanim, członkiem katarskiej rodziny królewskiej w 2017

## Ordery, odznaczenia i nagrody
- Order Zasługi i Zarządzania I klasy (2016)[24]
- Krzyż Wielki Orderu Kondora Andów (Boliwia, 2016)[25]
- Order Przyjaźni (Kazachstan, 2018)[26]
- Nagroda Chatham House (2016, wspólnie z Johnem Kerrym)[27]

## Życie prywatne
W 1979 wziął ślub z Maryam Imaniehj, z którą ma syna i córkę. Jego dzieci urodziły się w Stanach Zjednoczonych.
Biegle włada językiem angielskim. W rodzinnym Iranie był jednym z najbardziej lubianych i cenionych polityków. Według badania opinii publicznej z marca 2016 aprobatę do jego osoby wyraziło 76% badanych respondentów.